# Вильморьен
Вильморье́н (фр. Villemorien) — коммуна во Франции, находится в регионе Шампань — Арденны. Департамент — Об. Входит в состав кантона Бар-сюр-Сен. Округ коммуны — Труа.
Код INSEE коммуны — 10418.
Коммуна расположена приблизительно в 170 км к юго-востоку от Парижа, в 100 км южнее Шалон-ан-Шампани, в 29 км к юго-востоку от Труа.

## Население
Население коммуны на 2008 год составляло 199 человек.
| 1962 | 1968 | 1975 | 1982 | 1990 | 1999 | 2008 |
| ---- | ---- | ---- | ---- | ---- | ---- | ---- |
| 181  | 192  | 200  | 181  | 192  | 172  | 199  |

## Администрация
| Период | Период | Фамилия          | Партия | Примечания |
| ------ | ------ | ---------------- | ------ | ---------- |
| 2001   | 2008   | Пьер Пети-Камюса |        |            |
| 2008   |        | Даниель Лоран    |        |            |

## Экономика

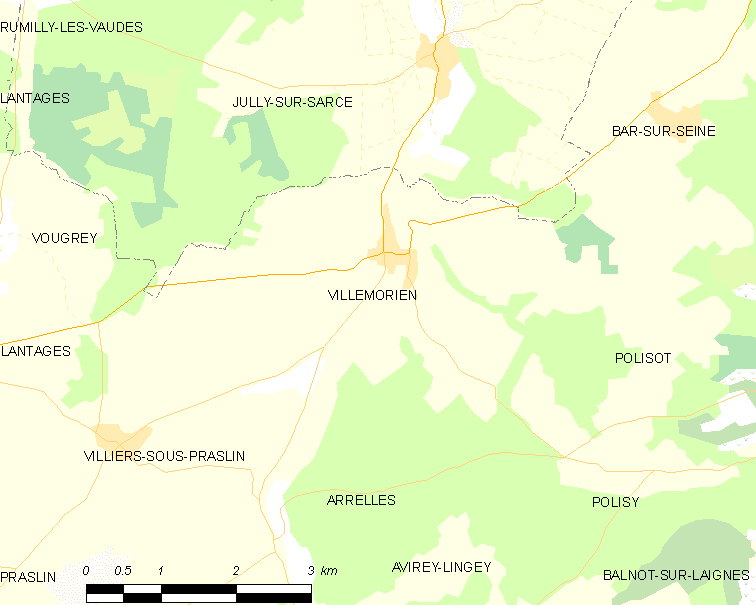
Карта коммуны

В 2007 году среди 129 человек в трудоспособном возрасте (15—64 лет) 92 были экономически активными, 37 — неактивными (показатель активности — 71,3 %, в 1999 году было 68,4 %). Из 92 активных работали 86 человек (48 мужчин и 38 женщин), безработных было 6 (3 мужчины и 3 женщины). Среди 37 неактивных 13 человек были учениками или студентами, 8 — пенсионерами, 16 были неактивными по другим причинам.

## Достопримечательности
- Церковь Сен-Жермен
- Замок Вильморьен[фр.] (XVIII век). Памятник истории с 1987 года[3]